# Venusia palumbes
Venusia palumbes är en fjärilsart som beskrevs av John G. Franclemont 1938. Venusia palumbes ingår i släktet Venusia och familjen mätare. Inga underarter finns listade i Catalogue of Life.